# دانته باسکو
دانته باسکو (انگلیسی: Dante Basco؛ زادهٔ ۲۹ اوت ۱۹۷۵) یک هنرپیشه اهل ایالات متحده آمریکا است. وی از سال ۱۹۸۸ میلادی تاکنون مشغول فعالیت بوده‌است.
از فیلم‌ها یا برنامه‌های تلویزیونی که وی در آن نقش داشته است می‌توان به هوک و اما من اشاره کرد.